# 대기물리학
대기물리학(Atmospheric physics)은 대기과학 내에서 대기 연구에 물리학을 적용한 것이다. 대기물리학자들은 유체 흐름 방정식, 복사 수지, 대기 내 에너지 전달 과정(및 이러한 과정이 바다와 같은 경계 시스템과 어떻게 연결되는지)을 사용하여 지구 대기와 다른 행성의 대기를 모델링하려고 한다. 기상 시스템을 모델링하기 위해 대기 물리학자는 산란 이론, 파동 전파 모델, 구름 물리학, 통계 역학 및 물리학과 관련된 고도로 수학적인 공간 통계 요소를 사용한다. 기상학 및 기후학과 밀접한 관련이 있으며 원격탐사 장비를 포함하여 대기를 연구하기 위한 장비의 설계 및 구성과 제공되는 데이터의 해석도 다룬다. 우주 시대가 시작되고 소리나는 로켓이 도입되면서 항공학은 해리와 이온화가 중요한 대기권 상층부에 관한 하위 학문이 되었다.

## 같이 보기
- 기온 감률
- 대기열역학
- 코리올리 효과
- 오일러의 법칙
- 지균풍
- 중량파
- 정역학적 평형
- 나비에-스토크스 방정식
- 압력 경도력
- 우주 기후
- 온도풍